# Seznam mest na Finskem
Seznam mest na Finskem.

## Seznam
mesto (ustanovljeno)
- Alajärvi (1986)
- Alavus (Alavo v švedščini) (1977
- Anjalankoski (1977)
- Espoo (Esbo v švedščini) (1972)
- Forssa (1964)
- Haapajärvi (Aspsjö v švedščini) (1977)
- Haapavesi
- Hamina (Fredrikshamn v švedščini) (1653)
- Hanko (Hangö v švedščini) (1874)
- Harjavalta (1977)
- Heinola (1839)
- Helsinki (Helsingfors v švedščini) (1550)
- Huittinen (Vittis v švedščini) (1977)
- Hyvinkää (Hyvinge v švedščini) (1960)
- Hämeenlinna (Tavastehus v švedščini) (1639)
- Iisalmi (Idensalmi v švedščini) (1891)
- Ikaalinen (Ikalis v švedščini) (1977)
- Imatra (1971)
- Jakobstad (v švedščini, finsko Pietarsaari) (1652)
- Joensuu (Åminne v švedščini)(1848)
- Joutseno (2005)
- Juankoski (Strömsdal v švedščini)
- Jyväskylä (1837)
- Jämsä (1977)
- Jämsänkoski (1986)
- Järvenpää (Träskända v švedščini)(1967)
- Kaarina (Sankt Karins v švedščini)
- Kajaani (Kajana v švedščini) (1651)
- Kankaanpää (1972)
- Kannus (1986)
- Karkkila (Högfors v švedščini) (1977)
- Kaskinen (Kaskö v švedščini) (1785)
- Kauhajoki
- Kauhava (1986)
- Kauniainen (Grankulla v švedščini) (1972)
- Kemi (1869)
- Kemijärvi (Kemi Träsk v švedščini)(1973)
- Kerava (Kervo v švedščini) (1970)
- Keuruu (Keuru v švedščini) (1986)
- Kitee (Kides v švedščini)
- Kiuruvesi
- Kokemäki (Kumo v švedščini) (1977)
- Kokkola (Karleby v švedščini) (1620)
- Kotka (1878)
- Kouvola (1960)
- Kristinestad (v švedščini, finsko Kristiinankaupunki ) (1649)
- Kuhmo (1986)
- Kuopio (1782)
- Kurikka (1977)
- Kuusamo
- Kuusankoski (1973)
- Käkisalmi (Kexholm v švedščini) (?) (ceded in 1944)
- Lahti (Lahtis v švedščini) (1905)
- Laitila (Letala v švedščini) (1986)
- Lappeenranta (Villmanstrand v švedščini) (1649)
- Lapua (Lappo v švedščini) (1977)
- Lieksa (1973)
- Lohja (Lojo v švedščini) (1969)
- Loimaa (1969)
- Lovisa (v švedščini, finsko Loviisa) (1745)
- Mariehamn (v švedščini, finsko Maarianhamina) (1861)
- Mikkeli (Sankt Michel v švedščini) (1838)
- Mänttä (1973)
- Naantali (Nådendal v švedščini) (1443)
- Nilsiä
- Nivala
- Nokia (1977)
- Nurmes (1974)
- Nykarleby (v švedščini, finsko Uusikaarlepyy) (1620)
- Närpes (v švedščini, finsko Närpiö)
- Orimattila
- Orivesi (1986)
- Oulainen (Oulais v švedščini) (1977)
- Oulu (Uleåborg v švedščini) (1605)
- Outokumpu (1977)
- Paimio (Pemar v švedščini)
- Pargas (v švedščini, finsko Parainen) (1977)
- Parkano (1977)
- Pieksämäki (1962)
- Pori (Björneborg v švedščini) (1558)
- Porvoo (Borgå v švedščini) (1346)
- Pudasjärvi (2004)
- Pyhäjärvi
- Raahe (Brahestad v švedščini) (1649)
- Raseborg (Raasepori v švedščini) (2009)
- Rauma (Raumo v švedščini) (1442)
- Raisio (1974)
- Riihimäki (1960)
- Rovaniemi (1960)
- Saarijärvi (1986)
- Salo (1960)
- Savonlinna (Nyslott v švedščini) (1639)
- Seinäjoki (Östermyra v švedščini) (1960)
- Somero
- Sortavala (Sordavala v švedščini) (1632)
- Suolahti (1977)
- Suonenjoki (1977)
- Tampere (Tammerfors v švedščini) (1779)
- Toijala (1977)
- Tornio (Torneå v švedščini) (1621)
- Turku (Åbo v švedščini) (1200-1300)
- Ulvila (Ulvsby v švedščini)
- Uusikaupunki (Nystad v švedščini) (1617)
- Vaasa (Vasa v švedščini) (1606)
- Valkeakoski (1963)
- Vammala (1965)
- Vantaa (Vanda v švedščini) (1974)
- Varkaus (1962)
- Viipuri (Viborg v švedščini) (1403-1944)
- Viitasaari
- Virrat (Virdois v švedščini) (1977)
- Ylivieska (1971)
- Ylöjärvi (2004)
- Ähtäri (Etseri v švedščini) (1986)
- Äänekoski (1973)